# Cardinalis
A Cardinalis  a madarak osztályának verébalakúak (Passeriformes) rendjébe és a kardinálispintyfélék (Cardinalidae) családjába tartozó nem.

## Rendszerezésük
A nemet Charles Lucien Jules Laurent Bonaparte írta le 1838-ban, az alábbi 3 faj tartozik:
- vörös kardinálispinty (Cardinalis cardinalis)
- bíborkardinális (Cardinalis phoeniceus)
- kampóscsőrű kardinális (Cardinalis sinuatus)

## Előfordulásuk
Észak-Amerika és Dél-Amerika területén honosak. Természetes élőhelyeik a szubtrópusi vagy trópusi éghajlati övezetben lévő síkvidéki esőerdők, szavannák és cserjések, valamint emberi környezet. Állandó, nem vonuló faj.

## Megjelenésük
Testhosszuk 19-24 centiméter körüli.